# Білл Ліб
Вільгельм Ентон Ліб, сценічне ім'я Білл Ліб (нім. Wilhelm Anton Leeb нар. 21 вересня 1966 Відень, Австрія) — австро-канадський музикант-електронник.

## Життєпис
Він переїхав в Канаду разом зі свою сім'єю, коли йому було 13 років.
Ліб розпочав свою музичну кар'єру у індастріал-колективі Skinny Puppy під псевдонімом Вільгельм Шрьодер в 1985 році, займаючись партією синт-басу та виконуючи рідко бек-вокал на їх записах та концертах в цей період. Він покидає гурт в 1986 та сформовує свій індастріал-проект Front Line Assembly з Майклом Балчем, а пізніше і з Рісом Фалбером та Крісом Петерсоном.  Хоча Front Line Assembly досягла успіху на андерграунд-сцені, Ліб досяг найбільшої слави зі своїм сайд-проектом Delerium, який мав один із головних хітів кінця 1990-х - пісню "Silence".

## Участь у гуртах
Музикальні гурти, у складі яких був Ліб або співпрацював:
- Front Line Assembly
- Delerium
- Synæsthesia
- Cyberaktif (з cEvin Key  і Дуейном Гьотеллем)
- Noise Unit
- Intermix
- Equinox
- Skinny Puppy
- Fauxliage

## Особисте життя
Ліб на даний момент проживає у Ванкувері, Канада. Його екс-дружина, Керолін Леппкі, створила більшість обкладинок для його альбомів.